# Midnight Commander
GNU Midnight Commander (MC) est un gestionnaire de fichiers multi-plateforme inspiré de Norton Commander et écrit par Miguel de Icaza (connu pour être un des deux principaux concepteurs du projet GNOME) vers 1994.
Midnight Commander est une application en mode semi-graphique. L'interface principale se compose de deux « panneaux » qui affichent, par défaut, chacun l'arborescence du système de fichiers tel qu'elle se présente depuis l'endroit où il est lancé (s'il est lancé en mode console), dans les autres cas, ils affichent le répertoire (/home/$USERNAME) de l'utilisateur.
Midnight Commander offre, entre autres, un éditeur de texte interne incluant la coloration syntaxique pour la plupart des langages de programmation, un presse-papiers et un tas d'autres fonctions, comme, par exemple la possibilité de se connecter à un serveur FTP ou une connexion SSH à une machine distante.
C'est un logiciel libre distribué selon les termes de la licence GNU GPL. Il fait partie du projet GNU.

## Histoire
MC est le principal gestionnaire de fichiers du modèle « Orthodox File Manager » (OFM) ; il est conçu par Miguel de Icaza (appelé « MDI » et connu pour être un des deux principaux concepteurs du projet GNOME) et Mauricio Plaza vers 1994, en guise d'exercice dans le cadre de leur apprentissage du langage C au sein de la fac de Sciences de l'Université nationale autonome du Mexique. Après deux crises (« version 4.1 » et « version 4.6 »), les deux principaux développeurs quittent le projet (MDI se lasse du projet, puis est accaparé par son « nouveau bébé » : le GNOME, à partir de 1997). Le développement a été sauvé par Slava Zanko qui l'a repris in extremis,. Ensuite, des développeurs de toutes obédiences se sont joints au projet petit à petit.

## Concept
Midnight Commander est une application console avec une interface utilisateur en mode semi-graphique (grâce à la bibliothèque ncurses). L'interface principale se compose de deux panneaux qui affichent le système de fichiers. La sélection des fichiers est effectuée à l'aide des touches fléchées, la touche d'insertion est utilisée pour sélectionner les fichiers et les touches de fonction permettent d'effectuer des opérations telles que :
- afficher l'aide (<F1>) ;
- afficher le menu utilisateur (<F2>) ;
- lire un fichier (<F3>) ;
- éditer un fichier (<F4>) ;
- copier un fichier (<F5>) ;
- renommer ou déplacer un fichier (<F6>) ;
- créer un répertoire (<F7>) ;
- supprimer un fichier (<F8>) ;
- dérouler les menus de la barre d'outils (<F9>) ;
- quitter (<F10>).

MC prend également en charge la souris en mode console (avec GPM (en)) et dans les émulateurs de terminaux tels que le terminal GNOME ou xterm, sous X.
Les fonctions de Midnight Commander incluent la possibilité d'afficher le contenu des fichiers de paquets RPM, de travailler avec des formats d'archives courants comme s'il s'agissait simplement d'un autre répertoire et de fonctionner comme client FTP, SSH ou encore FISH (en). MC inclut également un éditeur de texte (mcedit), qui peut être exécuté en tant que programme autonome (taper « mcedit » dans un terminal) ou en utilisant la touche <F4>. Ses fonctionnalités incluent la coloration syntaxique pour de nombreux langages de programmation, les macros, les extraits de code (snippet), l'intégration simple avec des outils externes, l'indentation automatique, un presse-papier. Les utilisateurs ont également la possibilité de remplacer mcedit par l'éditeur de leur choix (Menu Options> Configuration> [Ne pas] Utiliser les modifications internes).
Midnight Commander peut également renommer des groupes de fichiers, ce qui est pratique pour manipuler de grandes collections de fichiers, par ex. pour les rendre conformes à une nouvelle convention de nommage. Midnight Commander peut également déplacer des fichiers vers un répertoire différent et / ou les renommer. Il permet à l'utilisateur de spécifier les noms de fichiers originaux et résultants à l'aide de jokers, utilisant la puissance des expressions régulières pour renommer des fichiers, avec une interface utilisateur pratique. Toutes ces fonctionnalités sont disponibles à l'aide de la sélection de menu Fichier> Renommer / Déplacer (appuyer sur <F1> pour produire une brève explication).
MC est basé sur la bibliothèque Ncurses, qui lui permet de fonctionner dans une console classique, des connexions SSH, une interface RS-232 (« série ») ou tout autre shell distant.

## Prise en charge d'Unicode
La prise en charge native des paramètres régionaux pour Unicode (UTF-8) a été ajoutée aux versions de développement de Midnight Commander à partir de 2009. Depuis la version 4.7.0, mc supporte Unicode dans sa version « stable ».